# Фабер-Кастел
Фабер-Кастел (на немски: Faber-Castell) е немски производител на моливи, химикалки и други офис консумативи. Произвежда около два милиарда дървени моливи на година и е най-голямото предприятие в света за цветни и обикновени дървени моливи с оборот от 577 милиона евро (2014/15).
Предприятието е основано в Щайн при Нюрнберг в Бавария през 1761 г. от дърводелеца Каспар Фабер (* 1730; † 1784). През 1881 г. фамилията става благородническа. През 1898 г. Отилия Фабер се омъжва за Александер граф цу Кастел-Рюденхаузен, който сменя името си на Александер фон Фабер-Кастел.
- Моливи Фабер-Кастел
- Faber-Castell 1/54 Darmstadt Сметачна линия (1967)